# Octocryptus wittmeri
Octocryptus wittmeri is een keversoort uit de familie kniptorren (Elateridae). De wetenschappelijke naam van de soort is voor het eerst geldig gepubliceerd in 1979 door Chassain.